# Ашурбейли, Сара Балабек кызы
Сара Балабек кызы Ашурбейли (азерб. Sara Bala bəy qızı Aşurbəyli, 27 января 1906 года, Баку — 17 июля 2001 года, Баку) — советский и азербайджанский историк, доктор исторических наук, старший научный сотрудник Института истории Академии наук Азербайджанской ССР, профессор. Заслуженный деятель науки Азербайджанской ССР (1982). Лауреат Государственной премии Азербайджанской ССР (1986). Член Союза художников Азербайджана.

## Биография
Сара Ашурбейли родилась 27 января 1906 года в Баку в огромном великолепном особняке, возведённом в 1904 году по проекту одного из лучших архитекторов того времени Иосифа Гославского на Церковной улице (ныне улица Видади, № 148) в семье нефтепромышленника и мецената Балабека Ашурбекова и его супруги Исмет-ханым. Принадлежала к роду Ашурбековых, происходящих из тюркского племени афшаров.
Детство шестерых детей, пять сестер и один брат, было безоблачно, но никогда не праздно. Все дети получили хорошее классическое образование. Но с прежней жизнью семье вскоре пришлось расстаться. После установления советской власти в Азербайджане семья Сары эмигрировала в Турцию. В Стамбуле Сара Ашурбейли училась во французском колледже имени Жанны д’Арк, который Сара ханум с отличием окончила в 1925 году, а брат в Галатасарае. Круг интересов и увлечений Сары ханум был очень широк. С детства увлекалась искусством, прекрасно играла на фортепиано. Любимыми композиторами Сары ханум были Узеир Гаджибеков и Фикрет Амиров, Шопен. Любила слушать Бюль-Бюля.
В 1925 году её семья возвратилась в Азербайджан. В том же году Сара ханум поступила, а в 1930 году окончила историко-филологическое отделение восточного факультета Азербайджанского государственного университета.
Трудовая деятельность Сары ханум началась в историко-этнографическом отделе Музея истории Азербайджана, где она проработала с 1930 по 1933 годы. Участвовала в создании экспозиции и путеводителя, где ею были описаны типы разных национальностей, проживавших в Азербайджане. Проявила себя, как художница-декоратор. Своей высокой работоспособностью, трудолюбием, эрудицией и добросовестностью Сара ханум сумела завоевать уважение сотрудников, у которых она пользовалась большим авторитетом.
В 1936 году её отец был арестован и сослан в Караганду. 25 марта 1937 года он был арестован УНКВД по Карагандинской области и 13 августа того же года приговорён тройкой к высшей мере наказания по ст. 58-10 УК РСФСР.
В 1941 году Ашурбейли окончила Художественное училище имени Азима Азимзаде. Её дипломная работа называлась «Натюрморт». Это раннее произведение хранится в личной коллекции автора. В данном собрании привлекают внимание ещё две картины — «Дворец шекинских ханов» и «Озеро Гёй-Гёль». В Музее истории Азербайджана хранится работа, выполненная кистью Сары ханум — «Озеро Гёйгёль», которое является одним из крупнейших озёр и красивейших уголков природы Азербайджана. В годы Великой Отечественной войны Сара ханум работала художницей-декоратором в Азербайджанском драматическом театре.
В октябре 1942 года муж Сары Ашурбейли — Бахрам Гусейн-заде был арестован. Его приговорили к расстрелу по тому же обвинению, что и Балабека Ашурбекова. В 1943 году расстрел был заменён 10 годами лишения свободы.
В это время она написала кандидатскую диссертацию, которую успешно защитила в Ленинградском институте востоковедения в 1949 году. В 1956 году при содействии Самеда Вургуна, который являлся вице-президентом Академии наук, Саре Ашурбейли удалось устроиться на работу по специальности. Она стала заведующей отделом средних веков Музея истории Азербайджана, где проработала до 1958 года. Она получила возможность в полной мере реализовать себя как историк.
В 1964 году Сара Ашурбейли защитила докторскую диссертацию в институте истории Академии наук Грузии. Сначала она устроилась в Музей истории Азербайджана заведующей отделом азербайджанской истории средних веков, затем работала в Институте востоковедения Академии наук Азербайджана главным научным сотрудником, ученым секретарём, старшим научным сотрудником, ведущим научным сотрудником Института истории. С 1993 года до конца жизни Сара Ашурбейли являлась старшим научным сотрудником Института археологии и этнографии академии наук Азербайджана
Сара Ашурбейли является автором около ста статей на историческую тематику для азербайджанской энциклопедии.

## Научные труды

### Книги
- «Сеяхат- наме» Эвлия Челеби как источник по изучению социально-экономической и политической истории городов Азербайджана в первой половине XVII века. — М.: «Восточная литература», 1960. — 12 с.
- Очерки истории средневекового Баку (VIII — начало XIX в.). — Баку: Изд-во АН Азербайджанской ССР, 1964. — 333 с.
- Государство Ширваншахов (VI-XVI вв.). — Баку: Элм, 1983. — 341 с.
- Экономические и культурные связи Азербайджана с Индией в средние века. — Баку: Элм, 1990. — 149 с.
- История города Баку. — Баку: Азернешр, 1992. — 408 с. — ISBN 5-552-00479-5.

### Статьи
- Из истории Баку. Материалы декабрьской (1944) сессии // Известия Азербайджанского филиала Академии наук СССР. — 1945. — № 1. — С. 76—77.
- Об истории сураханского храма огнепоклонников // Памятники архитектуры Азербайджана. Сборник материалов. — М.-Б., 1946. — 43-54 с.
- Баку XVI- XVIII вв. по описаниям путешественников // Известия Академии наук Азербайджанской ССР. — 1947. — Вып. 1, № 1. — С. 63—72.
- Скульптура Азербайджана древнего периода и в период средневековья // Труды Музея истории Азербайджана. — Баку, 1956. — Т. I. — С. 61—109.
- О названии города Баку // Доклады Академии наук Азербайджанской ССР. — 1958. — Т. XIV, вып. 9. — С. 735—740.
- Абд-ар- Рашид Бакуви — азербайджанский учёный-географ начала XV в // Известия Академии наук Азербайджанской ССР. — 1958. — № 5.
- Некоторые материалы по искусству Азербайджана XVI в // Учёные записки Института востоковедения Академии наук Азербайджанской ССР. — Баку, 1959. — № 1.
- О датировке возникновения города Баку // Доклады Академии наук Азербайджанской ССР. — 1961. — Т. XVII, № 3. — С. 252—258.
- Топонимика Апшерона в связи с вопросом этногенеза азербайджанцев // Известия Академии наук Азербайджанской ССР. История, философия и право. — 1967. — № 2. — С. 54—67.
- О датировке и назначении Гыз-галасы в крепости Баку // Известия Академии наук Азербайджанской ССР. История, философия и право. — 1974. — № 3. — С. 39—40.

### Переводы
- В. Ф. Минорский. «История Ширвана и Дербенда.» Кембридж, 1958 год — редактор русского перевода с английского
- Абд ар Рашид Бакуви. «Тальхисад асар ва аджаиб малик ал наххар», изд. Париж, 1789 год — перевод с французского на русский.
- Маршалл фон Биберштейн. «Описание провинций, расположенных на левом берегу Каспийского моря между реками Терек и Кура.» Санкт-Петербург 1789 перевод с французского на русский.

## Критика
Российский историк Виктор Шнирельман критиковал Ашурбейли за её утверждения о якобы обитании на территории Азербайджана неких тюрков ещё в догуннскую эпоху. Несмотря на общепринятый в мировой науке дату массовой тюркизации Азербайджана лишь с XI—XIII веков, Ашурбейли утверждала о таком процессе уже в VI—VIII веках, писала о якобы распространении тюркского языка среди албан в раннем средневековье. Сара Ашурбейли объявила каменные изваяния лошадей и баранов на средневековых кладбищах Куро-Аракского междуречья исконно тюркской традицией, протестуя против российских специалистов писавших о связи этих памятников с армянской культурой.
Армянский советский историк Бабкен Аракелян в своей рецензии (1967) к работе Ашурбейли «Очерк истории средневекового Баку (VIII—начало XIX вв.)» (Баку, 1964) писал, что автор приводила ценные сведения об архитектурных памятниках XI—XV вв в Баку и его окрестностях, ценные сведения из арабских источников о добыче нефти и соли в этом регионе, удачно характеризовала ход исторических судеб Ширвана и Баку, сообщала много сведений о развитии ремёсел и мастерах того периода. Тюрколог Ахмед Джафероглу, давая рецензию (1971) к данной работе, отмечал, что Сара Ашурбейли, с 1946 года занимавшаяся изучением истории Азербайджана, с широким кругом научных интересов и стремлений подошла к описанию истории города Баку, опираясь на существующие ресурсы и материалы.

## Награды
- Государственная премия Азербайджанской ССР (1986)
- Орден «Слава» (26 января 1996)
- Премия имени А.Бакиханова
- Национальная премия имени Г. З. Тагиева
- Орден Дружбы народов (1986)
- Медаль «Ветеран труда» (1978)
- Медаль «За доблестный труд в Великой Отечественной войне 1941—1945 гг.» (1946)
- Звание «Заслуженный деятель науки Азербайджанской ССР» (1982)
- «Женщина года» (1998)

## Память
На мемориальной доске с барельефом особняка, где родилась Сара ханум Ашурбейли в Ичери-шехер имеется надпись: «В этом доме с 1906 года родилась и жила заслуженный деятель науки, доктор исторических наук, профессор Сара ханум Бала бек кызы Ашурбейли».